# Call of the Night
Call of the Night (よふかしのうた, Yofukashi no uta, litt. « Chanson de couche‑tard ») est une série de manga japonaise par Kotoyama (ja).
Elle est prépubliée dans le Weekly Shōnen Sunday de Shōgakukan entre août 2019 et janvier 2024. La version française est éditée par Kurokawa depuis octobre 2022.
Une adaptation en série d'animation produite par le studio Liden Films est diffusée sur la case horaire NoitaminA de Fuji TV entre le 8 juillet et le 30 septembre 2022. Une deuxième saison est diffusée depuis juillet 2025. En France, la série est diffusée par Animation Digital Network.

## Synopsis
Ne parvenant pas à s'épanouir dans sa vie quotidienne de collégien, Kō Yamori arrête d’aller à l’école et commence à errer dans les rues la nuit.
Il y fait la rencontre de Nazuna Nanakusa, une vampire qui lui fait découvrir les joies de la vie nocturne. Kō souhaite alors devenir lui aussi un vampire : mais pour atteindre cet objectif, il devra tomber amoureux de Nazuna.

## Personnages

### Principaux
Kō Yamori (夜守コウ, Yamori Kō)
Voix japonaise : Gen Satō, voix française : Oscar Douieb ; Estelle Darazi (enfant)
Un collégien humain de quatorze ans.
Las de sa vie ennuyeuse, il a cessé de se rendre en cours malgré de bons résultats, et ne parvient plus à trouver le sommeil : il se met donc à déambuler dans les rues de nuit pour retrouver goût à la vie et fait ainsi la rencontre hasardeuse de Nazuna. Il continue de la fréquenter après avoir découvert sa véritable nature.
Très simple et surprenant par sa franchise, il assume ne rien comprendre à l'amour et n'est pas plus doué avec les filles, mais tente tout de même de tomber amoureux de Nazuna, condition pour devenir à son tour un vampire, et accepte volontiers de la laisser lui sucer le sang — qui aurait particulièrement bon goût selon l’intéressée. Il a le talent insolite de parvenir à simuler le sommeil.
Nazuna Nanakusa (七草ナズナ, Nanakusa Nazuna)
Voix japonaise : Sora Amamiya, voix française : Lila Lacombe
Une vampire quadragénaire, de quinze ans en apparence et maturité.
Une nuit comme les autres, elle fait la connaissance de Kō en le croisant dans la rue et lui propose de rester avec lui dans un bâtiment abandonné (dont elle est seule résidente) pour le libérer de ses soucis. Il découvre sa véritable nature après qu’elle y ait sucé son sang durant son sommeil, mais cherche malgré tout à la revoir : allant à l’encontre de sa réputation de vampire ne s’entourant pas d’Humains, elle accepte donc de le fréquenter.
Habillée de manière provocante et de personnalité aussi rentre‑dedans, elle est en réalité maladivement timide en amour et si pathologiquement embarrassée sur la question, qu’elle assimile un film d’amour à de la torture. Nonobstant son besoin de sang, elle adore boire de la bière et aime tuer le temps en jouant aux jeux vidéo. Pour gagner de l’argent, elle œuvre informellement chez elle comme infirmière d’une « clinique du sommeil ».

### Secondaires

#### Humains

##### Entourage de Kō Yamori
Les amis et connaissances humains de Kō Yamori.
Akira Asai (朝井アキラ, Asai Akira)
Voix japonaise : Yumiri Hanamori, voix française : Justine Berger
La voisine du même immeuble que Kō, conjointement amie d'enfance et condisciple avec Mahiru.
Elle apparaît être plus prudente que le premier.
Mahiru Seki (夕真昼, Seki Mahiru)
Voix japonaise : Kensho Ono, voix française : Cédric Lemaire
L'ami d'enfance et condisciple conjoints de Kō et Akira.
Il apparaît être plus réfléchi que le premier.
Kiyosumi Shirakawa (白河清澄, Shirakawa Kiyosumi)
Voix japonaise : Yōko Hikasa, voix française : Alexia Papineschi
Une éditrice de vingt‑quatre ans.
Partageant avec Kō des troubles du sommeil, elle était déjà cliente de la « clinique » de Nazuna avant leur rencontre.

##### Discipleshumains
Les Disciples (眷属, kenzoku) sont des Humains au fait de l’existence des vampires et acceptés comme serviteur par l’un d’eux, lui apportant attentions et soutiens de toute nature — incluant le don de sang pour se nourrir. Leur nombre ainsi que le lien les unissant à leur vampire varient au cas par cas.
Akihito Akiyama (秋山昭人, Akiyama Akihito) / « Akkun » (あっくん) (diminutif) / « Le malade » ; « Le mec terne » (（メンヘラ / ダル男）さん, [Menhera/Daruo]‑san) (par Kō)
Voix japonaise : Hiroyuki Yoshino, voix française : Alexis Tomassian
Un garçon ennuyeux amoureux de Seri Kikyō.
Comme pour Kō avec Nazuna, il la fréquente et découvre sa nature vampirique, mais ne s’en formalise pas.

##### Autres Humains
Anko Uguisu (鶯アンコ, Uguisu Anko) (nom d’emprunt) / Kyōko Mejiro (目代キョウコ, Mejiro Kyōko) (nom de naissance)
Voix japonaise : Miyuki Sawashiro, voix française : Audrey Sourdive
Une détective à lunettes tournant autour de Kō et de son entourage.
Elle se révèle bien vite être une tueuse de vampires. Étrange et lunatique, elle est psychologiquement instable.

#### Vampires

##### Groupe de Niko Hirata
Le cercle d’amis congénères de Nazuna Nanakusa.
Seri Kikyō (桔梗セリ, Kikyō Seri) / la « P***** de s***** » (クソビッチ, Kuso Bitchi) (par Nazuna) / la « Maîtresse de l’Amour » (恋愛マスター, Ren’ai Masutā) (autoproclamé)
Voix japonaise : Haruka Tomatsu, voix française : Valérie Bescht
Une vampire kogal.
Elle approche Kō en apprenant que Nazuna passe ses nuits avec un Humain. Elles ne s’entendent pas.
Niko Hirata (平田ニコ, Hirata Niko)
Voix japonaise : Eri Kitamura, voix française : Ingrid Donnadieu
Une vampire professeur à une école de cours du soir.
Membre la plus âgée du groupe d’amies vampiriques.
Bien qu’elle paraisse plus digne et professionnelle que les autres filles, elle est comme elles friande d’histoires romantiques et se décoince facilement en leur compagnie avec de l’alcool.
Kabura Honda (本田カブラ, Honda Kabura)
Voix japonaise : Shizuka Itō, voix française : Ninon Moreau
Une vampire infirmière de nuit, la mère adoptive de Nazuna.
Second membre la plus âgée du groupe d’amies vampiriques. Hautaine, très sensuelle et séductrice, elle est liée à la mère biologique de cette dernière.
Midori Kohakobe (小繁縷ミドリ, Kohakobe Midori) / « Midori » (みどり) (pseudonyme)
Voix japonaise : Naomi Ōzora, voix française : Charlotte Hervieux
Une vampire aux airs de « lycéenne mignonne » travaillant dans le café thématique Vamp (Maid Cafe う゛ぁんぷ, Vampu) et sympathisant également avec Kō.
Sa popularité lui y a valu la première place parmi les serveuses.
Hatsuka Suzushiro (蘿蔔ハツカ, Suzushiro Hatsuka)
Voix japonaise : Azumi Waki, voix française : Estelle Darazi
Un jeune vampire d’apparence, soutien de Nazuna et Kō.
Seul garçon du groupe d’amies vampiriques, il se travestit par choix en fille.

##### Disciplesvampiriques
Les Disciples transformés (de plein gré) en vampire avant leur apparition dans l’histoire.
LG ; LoveGreen (エルジー / LoveGreen, Eru Jī) / « [Petit] Love » (ラヴ君, Ravu‑kun) (par Midori)
Voix japonaise : Tomokazu Sugita
Le Disciple vampirique (depuis deux décennies) amoureux de Midori Kohakobe.
Stéréotype de l’otaku à lunettes et chandail en surpoids vivant dans une chambre d’Akihabara entouré de produits dérivés de masse, sa très grande ouverture d’esprit se dispute à ses facultés de recherche.

##### Autres Vampires
Kiku Hoshimi (星見キク, Hoshimi Kiku)
Voix japonaise : Rina Satō
Une vampire fréquentée par Mahiru Seki, qui en est amoureux.
Bien qu’elle soit déjà connue du groupe de Niko, elle a la réputation d’être dure à cerner.

### Arlésiennes
Haru Nanakusa (七草ハル, Nanakusa Haru)
Voix japonaise : Māya Uchida
Une vampire infirmière, la mère biologique de Nazuna Nanakusa décédée avant le début de l’histoire.
Vue en photographie avec Kabura Honda, vraisemblablement encore humaine, elle est liée à son passé et — hormis sa coiffure — la parfaite sosie de sa fille.

## Production et supports

### Manga
Call of the Night est écrit et illustré par Kotoyama. Il s'agit de la deuxième série manga de l'auteur après Dagashi Kashi. Elle est prépubliée dans le magazine Weekly Shōnen Sunday  de Shōgakukan depuis le 28 août 2019. Le premier volume est publié le 18 novembre 2019 au Japon. Au 18 mars 2024, vingt volumes ont été publiés.
Le manga est traduit en français par Kurokawa. Les deux premiers tomes, annoncés lors du Kurolive de juillet, sortent le 6 octobre 2022.

### Anime
Le 11 novembre 2021, un site web est ouvert pour annoncer une adaptation de la série en anime produite par le studio Liden Films. La série est réalisée par Tomoyuki Itamura, avec Tetsuya Miyanishi en tant que réalisateur en chef, Michiko Yokote écrivant les scripts de la série, Haruka Sagawa concevant les personnages et Yoshiaki Dewa composant la musique. La série est diffusée entre le 8 juillet et le 30 septembre 2022 sur la case horaire NoitaminA de Fuji TV. En France, la série est diffusée par Animation Digital Network.
Une deuxième saison est annoncée le 11 mars 2024. Le premier épisoe est diffusé le 4 juillet 2025.

#### Musique
La bande originale de l'adaptation animée est composée par Yoshiaki Dewa (ja).

##### Génériques
Les musiques de génériques d’ouverture et de fermeture sont toutes interprétées par le groupe de hip‑pop japonais Creepy Nuts, respectivement : Daten (堕天 (ja)) et l’éponymique Yofukashi no uta (よふかしのうた (ja)) pour la première saison ; Mirage et Nemure (眠れ) pour la deuxième saison.
La musique de scène Losstime (ロスタイム (ja)), utilisée pour plusieurs épisodes, est elle aussi interprétée par Creepy Nuts.

##### Bande originale
L’album de la bande originale, réparti sur deux disques compacts, est sorti le 14 septembre 2022 au Japon.
| Disque 1 (FBAC‑168) | Disque 1 (FBAC‑168)                                                | Disque 1 (FBAC‑168) | Disque 1 (FBAC‑168) | Disque 1 (FBAC‑168) | Disque 1 (FBAC‑168) | Disque 1 (FBAC‑168) | Disque 1 (FBAC‑168) | Disque 1 (FBAC‑168) | Disque 1 (FBAC‑168) |
| No                  | Titre                                                              | Paroles             | Interprète          | Durée               |                     |                     |                     |                     |                     |
| ------------------- | ------------------------------------------------------------------ | ------------------- | ------------------- | ------------------- | ------------------- | ------------------- | ------------------- | ------------------- | ------------------- |
| 1.                  | 夜の世界へ (Yoru no sekai he)                                      |                     |                     | 2:51                |                     |                     |                     |                     |                     |
| 2.                  | 七草ナズナのテーマ (Nanakusa Nazuna no Tēma)                       |                     |                     | 2:08                |                     |                     |                     |                     |                     |
| 3.                  | Blood sucking                                                      |                     |                     | 2:56                |                     |                     |                     |                     |                     |
| 4.                  | 青い夜 (Aoi yoru)                                                  |                     |                     | 2:07                |                     |                     |                     |                     |                     |
| 5.                  | モノローグ (Monorōgu)                                              |                     |                     | 2:29                |                     |                     |                     |                     |                     |
| 6.                  | コウくん (Kō‑kun)                                                  |                     |                     | 2:07                |                     |                     |                     |                     |                     |
| 7.                  | 150メートル以内 (150 Mētoru inai)                                  |                     |                     | 2:30                |                     |                     |                     |                     |                     |
| 8.                  | 「早朝だよ」 (‘Sōchō da yo’)                                       |                     |                     | 2:00                |                     |                     |                     |                     |                     |
| 9.                  | ファーストキス (Fāsuto Kisu)                                       |                     |                     | 4:21                |                     |                     |                     |                     |                     |
| 10.                 | 『友達』 (“Tomodachi”)                                             |                     |                     | 2:02                |                     |                     |                     |                     |                     |
| 11.                 | 夜のブランコ (Yoru no Buranko)                                     |                     |                     | 1:32                |                     |                     |                     |                     |                     |
| 12.                 | 自由の時間 (Jiyū no jikan)                                         |                     |                     | 2:02                |                     |                     |                     |                     |                     |
| 13.                 | 夜の街 (Yoru no machi)                                             |                     |                     | 3:08                |                     |                     |                     |                     |                     |
| 14.                 | モテパワー (Mote Pawā)                                             |                     |                     | 1:51                |                     |                     |                     |                     |                     |
| 15.                 | 花束 (Hanataba)                                                    |                     |                     | 2:10                |                     |                     |                     |                     |                     |
| 16.                 | ようこそ (Yōkoso)                                                  |                     |                     | 2:32                |                     |                     |                     |                     |                     |
| 17.                 | 恋バナ (Koibana)                                                   |                     |                     | 2:23                |                     |                     |                     |                     |                     |
| 18.                 | 眷属 (Kenzoku)                                                     |                     |                     | 2:09                |                     |                     |                     |                     |                     |
| 19.                 | 探偵さん (Tantei‑san)                                              |                     |                     | 2:17                |                     |                     |                     |                     |                     |
| 20.                 | 不味い血 (Mazui chi)                                               |                     |                     | 2:16                |                     |                     |                     |                     |                     |
| 21.                 | 盲目 (Mōmoku)                                                      |                     |                     | 2:00                |                     |                     |                     |                     |                     |
| 22.                 | 楽しい・苦しい・嬉しい・悲しい (Tanoshī, kurushī, ureshī, kanashī) |                     |                     | 3:19                |                     |                     |                     |                     |                     |
| 23.                 | 嫉妬 (Shitto)                                                      |                     |                     | 2:05                |                     |                     |                     |                     |                     |
| 24.                 | 吸血鬼 (Kyūketsuki)                                                |                     |                     | 3:08                |                     |                     |                     |                     |                     |
| 25.                 | 需要と供給 (Juyō to kyōkyū)                                        |                     |                     | 1:38                |                     |                     |                     |                     |                     |
| 26.                 | 何がしたいんだ? (Nani ga shitainda?)                               |                     |                     | 2:26                |                     |                     |                     |                     |                     |
| 1:02:27             |                                                                    |                     |                     |                     |                     |                     |                     |                     |                     |

| Disque 2 (FBAC‑168) | Disque 2 (FBAC‑168)                                 | Disque 2 (FBAC‑168) | Disque 2 (FBAC‑168) | Disque 2 (FBAC‑168) | Disque 2 (FBAC‑168) | Disque 2 (FBAC‑168) | Disque 2 (FBAC‑168) | Disque 2 (FBAC‑168) | Disque 2 (FBAC‑168) |
| No                  | Titre                                               | Paroles             | Interprète          | Durée               |                     |                     |                     |                     |                     |
| ------------------- | --------------------------------------------------- | ------------------- | ------------------- | ------------------- | ------------------- | ------------------- | ------------------- | ------------------- | ------------------- |
| 1.                  | 恋愛マスターのセリちん (Ren’ai Masutā no Seri‑chin) |                     |                     | 2:32                |                     |                     |                     |                     |                     |
| 2.                  | 夜のマッサージ (Yoru no Massāji)                    |                     |                     | 1:53                |                     |                     |                     |                     |                     |
| 3.                  | 酔っ払いトリオ (Yopparai Torio)                     |                     |                     | 1:40                |                     |                     |                     |                     |                     |
| 4.                  | 体だけの関係 (Karada dake no kankei)                |                     |                     | 1:31                |                     |                     |                     |                     |                     |
| 5.                  | まぐわい (Maguwai)                                  |                     |                     | 1:27                |                     |                     |                     |                     |                     |
| 6.                  | デート (Dēto)                                       |                     |                     | 1:28                |                     |                     |                     |                     |                     |
| 7.                  | ナズナちゃん (Nazuna‑chan)                          |                     |                     | 2:04                |                     |                     |                     |                     |                     |
| 8.                  | 幼なじみ (Osananajimi)                              |                     |                     | 2:57                |                     |                     |                     |                     |                     |
| 9.                  | くそだりぃ (Kuso darī)                              |                     |                     | 2:25                |                     |                     |                     |                     |                     |
| 10.                 | 『ずるい』 (“Zurui”)                                |                     |                     | 3:32                |                     |                     |                     |                     |                     |
| 11.                 | 悲しみのトランシーバー (Kanashimi no Toranshībā)    |                     |                     | 2:50                |                     |                     |                     |                     |                     |
| 12.                 | 夜遊び (Yoasobi)                                    |                     |                     | 1:36                |                     |                     |                     |                     |                     |
| 13.                 | ナイトフライト (Naito Furaito)                      |                     |                     | 3:59                |                     |                     |                     |                     |                     |
| 14.                 | よふかしのうた (Yofukashi no uta)                   |                     |                     | 3:55                |                     |                     |                     |                     |                     |
| 15.                 | 喫茶店BGM1 (Kissaten BGM 1)                         |                     |                     | 2:41                |                     |                     |                     |                     |                     |
| 16.                 | 喫茶店BGM2 (Kissaten BGM 2)                         |                     |                     | 2:10                |                     |                     |                     |                     |                     |
| 17.                 | ファイティングゲームBGM (Faitingu Gēmu BGM)         |                     |                     | 1:24                |                     |                     |                     |                     |                     |
| 18.                 | ギャルゲーBGM (Gyaru Gē BGM)                        |                     |                     | 1:04                |                     |                     |                     |                     |                     |
| 19.                 | アクションレースゲームBGM (Akushon Rēsu Gēmu BGM)   |                     |                     | 1:07                |                     |                     |                     |                     |                     |
| 20.                 | サバイバルゲームBGM (Sabaibaru Gēmu BGM)            |                     |                     | 0:46                |                     |                     |                     |                     |                     |
| 21.                 | 恋愛映画BGM (Ren’ai eiga BGM)                       |                     |                     | 0:45                |                     |                     |                     |                     |                     |
| 22.                 | クソ上がるBGM (Kuso agaru BGM)                      |                     |                     | 0:41                |                     |                     |                     |                     |                     |
| 23.                 | シューティングゲームBGM (Shūtingu Gēmu BGM)         |                     |                     | 0:45                |                     |                     |                     |                     |                     |
| 45:12               |                                                     |                     |                     |                     |                     |                     |                     |                     |                     |

### Produits dérivés

#### Japon

##### DVD
Les coffrets sont disponibles aux formats DVD et Blu‑ray.

## Autour de l’œuvre
- Le titre homonyme de la chanson du générique de fermeture de la première saison animée par Creepy Nuts (interprète de toutes les autres musiques de générique pour l’adaptation animée), Yofukashi no uta (よふかしのうた (ja)?) qui est antérieure, a inspiré le titre de son œuvre à l’auteur Kotoyama (ja)[20] ; ladite chanson ne doit pas être confondue avec la musique originale du même nom composée par Yoshiaki Dewa (ja) pour la bande originale.
- du canon récursif avec Dagashi kashi, autre œuvre antérieure de Kotoyama aussi adaptée en série animée, est effectué dans des scènes du deuxième épisode de la deuxième saison de l’adaptation animée : un exemplaire du Weekly Shōnen Sunday (apparaissant en premier plan, puis lu par Anko Uguisu à son entrée en scène) y annonce en couverture la sortie de sa propre deuxième saison animée[24] ; la numérotation de cette édition (« 7 ») fait allusion au septième volume dessiné de Yofukashi no uta, qui intègre lui‑même un chapitre bonus incursif avec Dagashi kashi.

## Accueil
En 2020, le manga est nommé pour les 6e Next Manga Awards et se classe 7e sur les 50 nommés avec 15 134 votes. La série se classe 8e parmi les « bandes dessinées recommandées par les employés de librairies de 2021 » par le site web du Honya Club,.
Le manga remporte le 68e Prix Shōgakukan dans la catégorie « Meilleur shōnen » aux côtés de Blue Orchestra.